# Ardisia nigrovirens
Ardisia nigrovirens är en viveväxtart som beskrevs av Macbride. Ardisia nigrovirens ingår i släktet Ardisia och familjen viveväxter. Inga underarter finns listade i Catalogue of Life.